# Caspersfeld
Casper(s)feld ist eine Ortslage in der bergischen Großstadt Solingen.

## Lage und Beschreibung
Der Ort liegt abseits der geschlossenen städtischen Bebauung im Stadtteil Widdert an den zum Unteren Wuppertal abfallenden Hängen südlich der Lacher Straße. Die Wupper im Süden bildet die Stadtgrenze zu Leichlingen. Der Ort besteht nur aus einzelnen Wohnhäusern am Ende der Straße Caspersfeld, eine Stichstraße zum Hintenmeiswinkeler Weg. Casperfeld ist weitgehend von Wald- und landwirtschaftlichen Flächen umgeben. Bei Caspersfeld entspringt der Hintenmeiswinkeler Bach, der im Süden in die Wupper mündet. 
Benachbarte Ortslagen sind bzw. waren (von Nord nach West): Eintracht, Johänntgesbruch, Kulle, Heide, Oben- und Untenwiddert, Friedrichshöhe, Friedrichsaue, Leysiefen in Leichlingen sowie Hinten- und Vormeiswinkel und Lache. 

## Etymologie
Der Ortsname ist von dem Personennamen Casper oder Caspar abgeleitet.

## Geschichte
Der Ort ist seit Anfang des 19. Jahrhunderts nachweisbar. Er entstand auf bisher unbewohntem Terrain zwischen den beiden Orten Hintenmeiswinkel und Widdert. Er erscheint bereits unbeschriftet in der Topographischen Aufnahme der Rheinlande von 1824, ebenso wie der Preußischen Uraufnahme von 1844. In der Topographischen Karte des Regierungsbezirks Düsseldorf von 1871 ist der Ort hingegen nicht verzeichnet. Die Preußische Neuaufnahme von 1893 verzeichnet den Ort als Kaspersfeld. Die Schreibweise mit k wandelte sich über die Jahrzehnte zur heute gebräuchlichen Schreibweise mit c. 
Der Ort gehörte zur Bürgermeisterei Höhscheid, die 1856 zur Stadt erhoben wurde und lag dort in der Flur IV. Widdert.
Mit der Städtevereinigung zu Groß-Solingen im Jahre 1929 wurde Caspersfeld ein Ortsteil Solingens. Die Bezeichnung wurde später amtlich als Straßenname für eine vom Hintenmeiswinkeler Weg abzweigende Stichstraße eingeführt, die den Ort erschließt. Bis heute behielt der Ort seine abgelegene Lage im Stadtgebiet bei.